# Clorindionă
Clorindiona este un medicament anticoagulant din clasa antagoniștilor vitaminei K, derivat de indandionă.